# 艾倫·錢伯斯
艾倫·曼寧·錢伯斯（英語：Alan Manning Chambers，1972年2月21日—），曾為反同性戀團體，基督教福音派組織出埃及国际的前主席，也是阿靈頓集團（Arlington Group）的一份子。

## 生平
錢伯斯宣稱經由基督教祈禱的力量，由一名男同性戀成為正常異性戀者，後經由傳統婚姻方式，與其妻結婚，成立家庭。美國福音派教會經常以他來宣傳，作為同性戀者可以經由宗教力量改變的例子。
2013年6月19日，錢伯斯宣布解散出埃及国际，向同性戀者道歉。並坦承祈禱並沒有幫助他成為異性戀，他一直是位男同性戀者。